# Ion Iancuț
Ion Iancuț  (n. 28 februarie 1950, Răducăneni, Iași) este un pictor, sculptor și desenator român, o personalitate marcantă a artei plastice românești .

## Studii
A absolvit în 1974 Institutul de Arte Plastice „Nicolae Grigorescu” din București.
În 1977 devine membru al Uniunii Artiștilor Plastici din România.

## Expoziții personale
- 1974 – Galeria Kalinderu București, 1975, 1977 – Galeria Orizont București, 1982, 1987 – Galeria Simeza București, 1986 – Galeria Cialdi – Civitta Vechia Italia, 1990 – Catedrala Montevergine Noto, 1993 – Galeria Groot Schuylenburg Olanda, 1995 – Galeria Calderon București, 1995 – Galeria Konsthallen Museum, 1996 – Galeria Bryggerit Trelleborg Suedia, 1997 – Park Theatre Iserlohn Germania, 2009 – Palatul Parlamentului România, 2010 – Muzeul Municipiului București, 2010 – Galeria DANA Iași[4],2010 – Galeriile Regale Casino - Sinaia, 2010 – Galeria de arta Scit'art[5] -  București, 2011 – Galeria de Artă a Uniunii Artiștilor Plastici Focșani,2012- Galeria de artă Frezia - Dej, 2012 - Calpe Gallery, Timisoara, 2012 [6]  - Galeria Dana,Iasi; 2013 - Galeria de Artă a Uniunii Artiștilor Plastici, Focșani III; 2013 - Muzeul Tării Crișurilor, Oradea; 2014 - Galeria de Artă a Uniunii Artiștilor Plastici, Focșani IV; 2018 - Galeria de Artă Senso, București[7],[8]

## Simpozioane de sculptură
1975 – Măgura Buzău România,
1976 – Lazarea Romania,
1977 – Arcuș Romania,
1978 – Măgura Buzău România,
1979 – Burgas Bulgaria,
1980 – Căsoaia România,
1982 – Măgura Buzău România,
1985 – Leipzig Germania,
1986 – Visnerysbacy Cehoslovacia,
1987 – Hobita România,
1989 – Mtheta Gruzia,
1990 – Soveja România,
1991 – Oarba de Mureș România,
1992 – Dumbrava Sibiului România,
1992 – Borkel & Schaft Olanda,
1993 – Apeldoorn Olanda,
1994 – Otaru Hokaydo Japonia,
1995 – Sângiorz Băi România,
1996 – Galați România,
1996 – Constanța România,
1997 – Iserlohn Germania,
1999 – Lebăda București România,
2007 – Dorohoi România,
2008 – Gărâna Reșița România,
2009 – Sculptură monumentală metal Giurgiu, Romania
2019 – Simpozionul Internațional de Sculptură, Pictură și Grafică din cadrul Atelierelor Brâncuși, Muzeul Arhitecturii Populare, Curtișoara

## Expoziții de grup
1975, 1978 - Măgura, Buzău, România; 
1976 - Lăzarea, România;
1979 - Burgas, Bulgaria;
1980 - Căsoaia, Zărand;
1985 - Leipzig, Germania; 
1986 - Visne Rysbacy, Cehoslovacia;
1989 - Mheteta, Gruzia;
1992 - Dumbrava Sibiului, Borkel e Schaft, Olanda;
1993 - Apeldoorm, Olanda;
1994 - Otaru–Hokaido, Japonia; 
1994 - Muzeul Național de Artă (cu Horia Bernea, Ion Stendl, Virgil Almasanu );
1995 - Suedia (cu Nicolae Alexi, Sorin Ilfoveanu și Ștefan Câlția ); 
1995-2017 – Salonul Anual de Artă, Galeriile de Artă, Focșani;
2003-2007 – Expoziția Totem, Târgu Mureș;
2017 - „Aici-Acolo. Artiști din România și Diaspora. Trasee subiective din anii ’80, atunci și acum“, Muzeul Național Cotroceni, București;
2018 - Expoziția Sculptura Românească Contemporana, Târgu Jiu;
2018 - Expoziția de Sculptură, Castelul Cantacuzino, Bușteni;
2019 - Expoziția „Călătoria Rinocer De la București la Lisabona Prin Nürnberg ”, ICR, Lisabona

## Tabere de sculptură
Ia parte la taberele de sculptură de la Măgura, Arcuș, Hobița, Burgas (Bulgaria), Soveja, Dumbrava Sibiului, Galați, Constanța, Leipzig, Otaru Hokaido (Japonia), Borkel & Schaft, Olanda; Simpozionul Internațional de Sculptură George Apostu ; 2007 Dorohoi ;2008 Gărâna, Banat

## Aprecieri
“Lumea lui Ion lancuț, coerentă, exemplară, originală, este întreruptă tridimensional în cadrul expoziției deschise la Galeria Senso prin bronzuri impecabil turnate și finisate - suprafețele șlefuite dobândesc prețiozități aparte - și bidimensional prin uleiuri sau pasteluri care adaugă culoare, formelor măiestrit conturate. Desenele în tus se bazează pe siguranța și fluența liniei.
Personajele sale sunt în perpetuă căutare, nu și-au găsit țelul, împlinirea, izbăvirea, uneori nu și-au găsit nici măcar calea (ipostaza căutării face aluzie chiar și la parabola orbilor), după cum nu au reușit să dobândească, deși se străduiesc necontenit, iertarea, pacea, dragostea sau lumina. Largi, gesturile lor nu sunt patetice, ci eliptice și conțin în generalitatea și caracterul lor exemplar, capacitatea de a se transpune in contemporaneitate (sau doar de a face aluzie la), pilde, alegorii, legende sau mituri.
Vulnerabili, împovărați, în acțiune, sub vremi, oamenii creați de lancuț râvnesc la tandrețe, la un crâmpei de eternitate, chiar dacă osteneala îi marchează vizibil (Puntea - un gol peste care se întinde doar un braț, Rapsodul aproape răpus de vraja sunetelor); răul a pătruns atât de adânc în lume, încât și îngerii obosesc să (ne) mai vegheze (una dintre lucrări, în care aripile devin desagă, se numește chiar Înger obosit). Gesturile, atitudinile personajelor sunt profund simbolice și au caracter anticipativ: Sărutul lui Iuda, în care chipul Mântuitorului poartă deja pe chipul cu trăsături estompate, semnul crucii pe care va fi curând răstignit, Arcașul, care pare să-și extragă săgeata din propria carne, Adam perpetuu împovărat de păcatul originar, Europa călărind un taur magnific (Zeus metamorfozat), deși peste reprezentarea lor abstrasă se conturează deja pământul în care, peste o vreme, prințesa feniciană se va preface prin jertfă.
Povara pe care o poartă umanitatea nu se manifestă prin teamă, imaginație tenebroasă sau strigăt; sculptorul nu o înfățișează printr-un plus de expresivitate, prin încărcătură emoțională sau detalii evocatoare, ci o codifică, iar cheile de lectură și înțelegere se bazează pe Sf. Scriptură și pe cultură. Iată de pildă parabola Întoarcerea Fiului Risipitor din Evanghelia după Luca, la care Ion lancuț face constantă referire; tânărul se abandonează cu smerenie părintelui său, amintind de trupul lui lisus din unele Coborâri de pe cruce și de Tatăl Ceresc (în sculptură), în timp ce în pastelul cu aceeași temă, fiul este prăbușit în brațele tatălui, iar acesta evocă autoritatea seculară (temporală). În alt pastel, Fiul risipitor pășește înveșmântat în mantie, cu coroană pe cap; pe umeri poartă (berbecul cu) lâna de aur, aluzie la simbolul bogăției în căutarea căruia argonauții s-au aventurat în timpuri legendare. Într-un tuș cu aceeași temă, omul și obiectul se condiționează reciproc.
Artistul nu insistă asupra trăsăturilor fizionomice, ci încearcă să creeze personaje și situații tipice; una dintre ipostazierile cele mai frecvente în pictură și grafică este personajul văzut din profil, care pășește, însoțit uneori de câinele său; animalul fantastic preferat este inorogul cu puteri miraculoase a cărui oră, ne informează artistul, a sosit în sfârșit. Pastelul numit, ca și celebra pânză a lui Luchian, Lăutul, evocă pictura modernă românească; radical deosebită plastic de uleiul care, prin armonii cromatice, îl făcea pe Ștefan Dimitrescu să se gândească la Veronese, lucrarea semnată de Ion lancuț stă sub semnul seninătății; puritatea destinde trăsăturile mamei, în timp ce mâna ei ia forma capului mângâiat. Există și alte lucrări despovărate de tristețe sau de responsabilitate - Bunicul și nepotul sau Suzana la baie, bronzuri în care minimalismul la care artistul recurge constant, lasă loc (ce-i drept, restrâns) seducțiilor unui hedonism rapid reprimat.”
Căutătorii de lumină

Doina Păuleanu
 
Mai, 2018
„Cu o vocație descoperită de timpuriu și cultivată cu consecvență de-a lungul anilor, Ion Iancuț și-a construit un discurs inconfundabil în sculptura contemporană. Opțiunea sa pentru morfologii cu o deosebită sarcină imaginativă are rațiuni adânci, întemeiate pe aderența la cultura arhaică care își caută drum prin neîncetatele expierențe ale actualității. (...)   
Elementul antropomorf, mereu prezent în creația lui Ion Iancuț, nu apare din dorința de a dezvălui amănunte particularizatoare, care să funcționeze sub zodia portretisticii, în care domină intențiile mimetice. Mult mai importantă i se pare artistului să plaseze forma sculpturală (în general, elemetele demersului artistic, aparținând regimului volumetric, discursului pictural sau grafic) în punctul central al unei discuții despre om, despre condiția umană, în perspectivă existențială și filozofică. Există, de aceea, o anume perspectivă teatrală, care presupune o distanță contemplativă, dar care solicită în același timp privitorul. Personajele care populează spațiul lucrărilor sale sunt „văzute”, de regulă, în mișcare, în unghiuri neașteptate, care mențin o irepresibilă impresie de manifestare, de neîntreruptă activitate. Ele evocă teritoriul mitologiei sau al legendelor literare (Adam; Centaur; Fiul risipitor; Ulise) sau pot impune imagini simbolice (diverse întruchipări ale Căutătorului de lumină). Spațiul existenței poate fi traversat de aedul singuratic, un „observator” pătrunzător al spectacolului vieții. (...)
Expoziția de la Calpe Gallery din Timișoara cuprinde o selecție din lucrările de sculptură și, totodată, o selecție din pastelurile lui Ion Iancuț. Dincolo de aspectele tehnice (din acest punct de vedere, virtuozitatea lui Ion Iancuț este impresionantă), avem de-a face cu o un univers artistic omogen.”
Antropomorfii

Constantin Prut

Mai, 2012
„Există in arte plastice o tendință, activă de mai multe secole, ce rezumă în forme si alegorii compoziționale de o surprinzătoare 
unitate tipologică acel chip al omenirii, care în expresie literară ar corespunde dramei și tragediei. O artă a duhului rătăcit și împovorat al ființei umane, o artă a bolgiilor infernale pe care omenirea este silită să le parcurgă în drumul mântuirii sale. Un drum ce se dovedește fără sfârșit, tot mai întunecos și mai contorsionat. Este, dacă vreți, alternativa tulbure și schimonosită a proiecției paradisiace spre care năzuiește creatura umană, realitatea pe care chiar o trăim cei mai mulți dar pe care cel mai adesea refuzăm sa o vedem, în ciuda evidenței ei. Un coșmar care ne cotropește, vrem sau nu vrem, și care a fost ilustrat în istoria civilizației de suita infinită a carnagiilor si rătăcirilor decrepite, de smintirea bestială a minților, ce amenință pană și azi bruma progresului pe care omenirea își închipuie că l-a realizat.

Artele au fost întotdeauna oglinda conștientă si nemiloasă a acestor crize distructive din istoria umanității. Exercitarea acestui sentiment al tragicului, cu toată vocația lui moralizatoare și avertizoare, a zămislit mari opere și nemuritoare conștiințe artistice. Dar numai atât! Efectul lor în timp, asociat celui al filozofilor și teologilor, al moraliștilor si poeților, al muzicienilor și pedagogilor nu a găsit ecoul cuvenit în conștiința puternicilor zilei decât cu rare excepții. Un destin paralel împinge omenirea pe drumul propriei pierzanii.

Într-o asemenea ipostază se situează astazi Ion Iancuț, artist cu un ascuțit instinct al civității, dublat de o profundă fervoare religioasă (dar nu mistică!), care îi conferă o anume statură morală în susținerea discurslului său plastic.

Artistul își surprinde publicul cu o bogată serie de compoziții în pastel, susținute si de câteva dintre cunoscutele sale creații sculpturale. O expoziție de o coerența a viziunii plastice și a mizei tematice cum nu se întâlnește la tot pasul. Acesta, deoarece artistul însuși manifestă o constanță puțin comună în urmărirea temelor preferate. O existență a sordidului și banalului pe care o radiografiază cu severitatea celui deprins să cumpănească totul în lumina marilor modele biblice și mitologice. El antepune efemerul duratei și mizeria esenței dăinuitoare. Lumea lui Iancuț pare a fi una a neputinței suverane: bătrâni, milogi, orbi, sluți, o faună despuiată de spirit, vermicidă, extrasă din ramele lui Bosch și Bruegel, hălăduind în afara oricărei cardinalități. Din când în când, o undă de candoare iluminează acest orizont închis, suficient sieși: copilăria și maternitatea.  Două simbouri cu adâncă reverberație morală și creștină, ce atribuie acestui spațiu amorf, al redestinării viului doar în accepțiunea lui biologică, rudimentară, alternativa restaurării sale prin spirit, credință și acțiune purificatoare. Artistul pune în mișcare semnele sublimității emoționale și raționale primordiale: redescoperirea umanității prin omul însuși, înțeles ca ins mântuit. Iancuț nu-și crucifică personajele, pentru a le vindeca de morbiditatea spiritului și a sentimentelor. El le acordă șansa regăsirii revelate. Copilăria și maternitatea dețin, în viziunea artistului, puterea sacră a icoanelor recuperatoare. Neîmplinirea acestor modele, aflate în alcătuirea naturală a omului, pare să ne avertizeze Iancuț, perpetuează rătăcirea lumii în mlaștina nemântuirii. Desenele sale nu fac decât să amplifice acest avertisment la scara uni nesfârșit cortegiu de personaje – spectre trufașe ale neputinței și impudorii – trecute prin arhetipal al omului infernal. Viziune dantescă și protestatară, totodată, pe care unii o numesc expresionism, dar care, ca atitudine estetică și morală, este veche de când lumea, Iancuț aparține acestei ilustre falange de conștiițe artistice, care se nutresc din acest malefic marasm al lumii, cu speranța că strigătul său va fi odată vindecător!”
O lume a nemântuirii

Corneliu Antim

Martie 1995
Lumea artei lui Ion Iancuț - personajele sale, reprezentate în tridimensional, modelate cu minuție de artizan, șlefuite, fără intenția de a epata, până la stralucirea aurului - este lumea sufletului său. Complexă, răscolitoare prin umanitatea și dramatismul privirii, îmbracată în tăceri pline de sensuri, asteptări și speranțe. Un univers ce măsoară fie pulsul vieții de lângă noi, fie viul legendelor și miturilor, sursa perpetuă de inspirație pentru sculptorul originar din Răducanenii Iașilor. În atelierul său din Pache Protopopescu, personaje și compoziții mai vechi sau mai recente își asteaptă destinatarii. Numai că "după '89 nu s-a mai cumpărat nimic", îmi spune. "Înainte mai cumpara statul o lucrare, doua, mai făceam câte o expoziție, se mai găseau cumpăratori de artă... Singura posibilitate de supraviețuire pentru unii artiști ar fi să predea în instituțiile de profil, dacă sunt buni pedagogi. Cred însă ca un lucru bun ar fi înființarea academiilor libere, gen ateliere de lucru, în care să fie pregatite tinerele talente, și în care să-și poată continua activitatea, ca profesori, și artiștii mai în vârstă. Dar, deocamdată, nu vad nici o rezolvare. Noi tot asteptăm să se mai întample câte ceva - manifestari, expoziții internaționale, care au darul de a te mai încuraja cât de cât. Oricum, sculptura se vinde greu. Mai lucrez desene și pasteluri. Ma bate chiar gândul să mă apuc de pictură. Cred că ne-am obisnuit să traim cu foarte puțin, ceea ce nu e bine, mai ales că pentru un sculptor, care vrea să facă lucrări de calitate, materialele - bronzul, lemnul - , regia atelierului costa foarte mult. Se mai gaseste, ce-i drept, cate un mecena care ne salveaza. De obicei, cumpara străinii, românii mai rar. În rest, mergem înainte, cu gândurile și posibilitățile noastre și să sperăm ca intrarea în UE va aduce o schimbare benefică și acestei meserii", continua Iancuț. Poate acelasi Iancuț care, pe parcursul a trei decenii, a creat în taberele de sculptură de la Măgura, Lazarea, Arcuș, Hobița, Căsoaia, Burgas (Bulgaria), Soveja, Oarba de Mureș, Dumbrava Sibiului, Leipzig (Germania), Apeldorn (Olanda), Otaru-Hokaido (Japonia), sculpturi nemuritoare. Pentru că arta are statutul duratei, iar artiștii calitatea de a măsura trecerea timpului, cu toate relele și bunele trăite, prin operele create, Ion Iancuț știe ce lasă și va lăsa, cu prețul unui tribut care ne privește pe noi, toți.
Fascinant și inconfundabil în plăsmuirile lui antropomorfe, în care palpită viziunile figurativului fabulatoriu renascentist, baroc sau suprarealist, într-o demonstrație de sublimare simbolist-metaforică, ni se confirmă și în acest recital de sculptură în bronz, dar și de teatralitate, Ion Iancuț, un artist cu apariții publice rarefiate în ultima vreme. 

Veronica Marinescu

## Lucrări - selecție
- http://www.iancut.ro
- Sculptură: https://www.iancut.ro/gallery/sculpture
- Pastel: https://www.iancut.ro/gallery/pastel

## Premii si distincții
- 1976 Premiul Revistei de specialitate Amfiteatru
- 1979 Marele Premiu la Simpozionul de sculptură, Burgas
- 1981 Premiul pentru Sculptură la Bienala de plastică mică, Budapesta
- 1982 Premiul pentru Sculptura al Uniunii Artiștilor Plastici;
- 1985 Premiul „Una Cultura per Europa” acordat de Institutul Cultural din Italia
- 1989 Premiul I la Simpozionul internațional de sculptură Mtheta, Gruzia
- 1990 Medalia de aur „Dantesca”, Ravena, Italia (grup)
- 1993 Premiul pentru sculptură ambientală Sibiu, România
- 2010 Medalia Eminescu „Teiul de Aur”, pentru opera „Omnia în arta plastică”, Botoșani, România